# Bay hơi

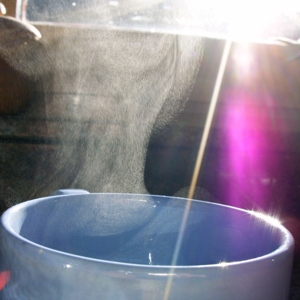
Aerosol của những giọt nước nhỏ lơ lửng trong không khí trên một cốc trà nóng sau khi hơi nước đủ lạnh và ngưng tụ. Hơi nước lúc này giống như khí và không nhìn thấy, nhưng khi những đám mây của những giọt nước khúc xạ với ánh sáng và phân tán ánh sáng mặt trời thì có thể nhìn thấy được.

Bay hơi hay bốc hơi là một dạng hóa hơi của chất lỏng trên bề mặt một chất lỏng. Một dạng hóa hơi khác là đun sôi, loại này thường xảy ra trên toàn bộ khối lượng chất lỏng.
Bình thường, các phân tử trong một cốc nước không có đủ nhiệt năng để thoát khỏi chất lỏng. Nhưng khi có đủ nhiệt độ, chất lỏng sẽ nhanh chóng chuyển thành dạng hơi (xem điểm sôi). Khi các phân tử va chạm với nhau, chúng chuyển hóa năng lượng cho nhau ở nhiều mức độ đa dạng, phụ thuộc vào cách các phân tử va chạm vào nhau. Đôi khi, sự chuyển hóa này là một chiều đối với những phân tử gần bề mặt, cuối cùng nó sẽ tích tụ đủ năng lượng để bay hơi.
Bay hơi là một thành phần then chốt của vòng tuần hoàn nước. Mặt trời (năng lượng mặt trời) làm bay hơi nước từ đại dương, hồ và độ ẩm trong đất và các nguồn nước khác. Trong thủy văn học, bay hơi và thoát hơi nước (một dạng bay hơi từ lỗ khí thực vật) được gọi là sự thoát-bốc hơi nước. Sự bay hơi của nước chỉ diễn ra khi bề mặt nước tiếp xúc với không khí, cho phép các phân tử thoát ra và hình thành hơi nước; hơi nước này sẽ bay lên và tạo ra mây.

## Lý thuyết
Để các phân tử của một chất lỏng bay hơi được, chúng phải ở gần bề mặt, di chuyển theo hướng thích hợp, và có đủ động năng để vượt qua được lực liên kết phân tử ở trạng thái lỏng. Khi chỉ có một phần nhỏ các phân tử đáp ứng những điều trên, tốc độ bay hơi sẽ giảm xuống. Vì động năng của một phân tử tỷ lệ thuận với nhiệt độ của nó, sự bay hơi diễn ra nhanh hơn ở nhiệt độ cao. Khi các phân tử chuyển động nhanh hơn thoát ra, các phân tử còn lại sẽ có động năng trung bình thấp hơn, và nhiệt độ của chất lỏng giảm xuống. Hiện tượng này còn được gọi là sự bay hơi để làm mát. Đây là lý do tại sao việc làm bay hơi mồ hôi làm mát cơ thể con người. Sự bay hơi cũng có xu hướng diễn ra nhanh hơn với lưu lượng lớn hơn giữa pha khí và pha lỏng, và trong những chất lỏng có áp suất hơi cao hơn. Ví dụ khi giặt ủi, quần áo sẽ khô (do bay hơi) nhanh hơn vào ngày có gió hơn là vào ngày lặng gió. Ba yếu tố chính của sự bay hơi là nhiệt, áp suất khí quyển (xác định phần trăm độ ẩm) và sự chuyển động của không khí.
Ở mức độ phân tử, không có ranh giới chặt chẽ giữa trạng thái lỏng và trạng thái hơi. Thay vào đó, có một lớp Knudsen, nơi mà các pha là không xác định. Bởi vì lớp này chỉ có độ dày chừng vài phân tử, còn ở quy mô vĩ mô thì bề mặt chuyển pha rõ ràng có thể thấy được.
Với những chất lỏng không bay hơi ở nhiệt độ và môi trường nhất định (ví dụ, dầu ăn ở nhiệt độ phòng) là do các phân tử của chúng không có xu hướng chuyển năng lượng cho nhau theo cách bình thường. Do đó không thể thường xuyên cung cấp năng lượng nhiệt cần thiết cho một phân tử để hóa hơi. Tuy nhiên, các chất lỏng này vẫn đang bốc hơi. Chỉ là do quá trình này chậm hơn bình thường rất nhiều và do đó ta không thể quan sát rõ ràng.

### Sự cân bằng bay hơi

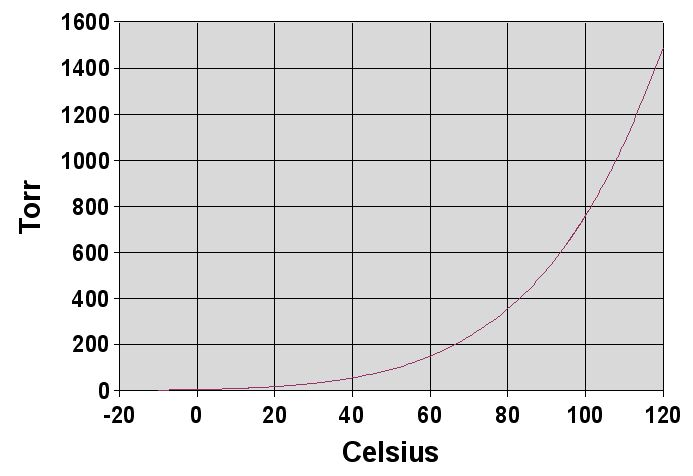
Áp suất hơi của nước tương ứng với nhiệt độ. 760 Torr = 1 atm.

Nếu sự bay hơi xảy ra trong hệ kín, các phân tử thoát ra sẽ tích lũy thành hơi trên chất lỏng. Đa số các phân tử quay trở lai chất lỏng, và càng thường xuyên hơn vì khối lượng riêng và áp suất của hơi tăng. Khi quá trình "thoát và trở lại" đạt trạng thái cân bằng, [1] hơi được cho là "bão hòa", và sẽ không có thay đổi về khối lượng riêng và áp suất hơi hay nhiệt độ chất lỏng nữa. Đối với một hệ bao gồm hơi  và lỏng của một chất tinh khiết, trạng thái cân bằng này có liên quan trực tiếp đến áp suất hơi của chất đó, như được đưa ra bởi các mối quan hệ Clausius-Clapeyron:
{\displaystyle \ln \left({\frac {P_{2}}{P_{1}}}\right)=-{\frac {\Delta H_{vap}}{R}}\left({\frac {1}{T_{2}}}-{\frac {1}{T_{1}}}\right)}

với P1, P2 là áp suất hơi ở nhiệt độ T1, T2 tương ứng, ΔHvap là entanpy bay hơi, và R là hằng số khí. Tốc độ bay hơi trong một hệ mở có liên quan đến áp suất hơi được tìm thấy trong một hệ kín. Nếu một chất lỏng được đun nóng, khi áp suất hơi đạt đến áp suất môi trường xung quanh thì chất lỏng sẽ sôi.
Khả năng cho một phân tử của một chất lỏng bay hơi chủ yếu dựa vào động năng mà một cấu tử có thể có được. Thậm chí ở nhiệt độ thấp, phân tử của một chất lỏng có thể bay hơi nếu chúng có nhiều hơn động năng tối thiểu cần thiết để bay hơi.

## Những yếu tố ảnh hưởng đến tốc độ bay hơi
Nồng độ của các chất bay hơi trong không khíNếu không khí đã có nồng độ cao của một chất bay hơi, thì chất đó sẽ bay hơi chậm hơn.
Nồng độ các chất khác trong không khíNếu không khí đã bão hòa với các chất khác, khả năng tiếp nhận chất bay hơi sẽ thấp hơn.
Lưu lượng không khíĐây là một phần liên quan đến các nồng độ nói trên. Nếu dòng khí sạch chuyển động trên một chất nào đó liên tục, thì nồng độ của chất đó trong dòng khí sẽ ít có khả năng tăng lên theo thời gian, do vậy sẽ làm chất đó bay hơi nhanh hơn. Đây là kết quả của sự giảm lớp ranh giới tại bề mặt bay hơi do tốc độ dòng chảy, và giảm khoảng cách khuếch tán trong lớp cố định.
Lực liên kết phân tửLực liên kết giữ các phân tử với nhau trong trạng thái lỏng càng mạnh, thì càng cần nhiều năng lượng hơn để phân tử thoát khỏi bề mặt chất lỏng. Điều này được đặc trưng bởi entanpy bay hơi.
Áp suấtSự bay hơi xảy ra nhanh hơn nếu có ít lực trên bề mặt để giữ các phân tử lại.
Diện tích bề mặtMột chất có diện tích bề mặt lớn hơn sẽ bay hơi nhanh hơn, vì có nhiều phân tử bề mặt có khả năng thoát đi.
Nhiệt độ của chấtVới chất có nhiệt độ cao hơn, thì các phân tử của nó sẽ có động năng trung bình cao hơn, do đó bay hơi sẽ nhanh hơn.
Khối lượng riêngChất lỏng có khối lượng riêng càng lớn thì sẽ bay hơi càng chậm.

## Sự hấp thụ nhiệt
Sự bay hơi là một quá trình hấp thụ nhiệt.

## Ứng dụng
- Ứng dụng công nghiệp của sự bay hơi bao gồm nhiều quá trình in ấn và sơn phủ; phục hồi muối từ các dung dịch và làm khô nhiều loại vật liệu như gỗ, giấy, vải và hóa chất.
- Khi quần áo được phơi, mặc dù nhiệt độ môi trường thấp hơn điểm sôi của nước, nước vẫn bay hơi. Điều này xảy ra nhanh hơn bởi các yếu tố như độ ẩm thấp, nhiệt năng (từ ánh nắng mặt trời), và gió. Trong máy sấy quần áo, không khí nóng thổi qua quần áo, cho phép nước bốc hơi rất nhanh.
- Matki / Matka, một loại thùng chứa truyền thống làm bằng đất sét xốp ở Ấn Độ được sử dụng để lưu trữ và làm mát nước và các chất lỏng khác. Tương tự như botijo ở Tây Ban Nha.
- Hệ thống bay hơi làm mát, có thể làm mát đáng kể một tòa nhà đơn giản bằng cách thổi không khí khô qua một bộ lọc với nước.

### Quá trình đốt khi bay hơi
Các giọt nhiên liệu sẽ bay hơi khi chúng nhận được nhiệt bằng cách trộn lẫn với khí nóng trong buồng đốt. Nhiệt (năng lượng) có thể được nhận dưới dạng bức xạ từ bất kỳ vách chịu nhiệt nào của buồng đốt.

### Quá trình đốt trước khi bay hơi
Quá trình cracking xúc tác chuyển các hydro-carbon mạch dài thành chuỗi phân tử ngắn nhất có thể. Điều này giúp cải thiện tốt quãng đường chạy đồng thời giảm lượng khí thải độc hại ra môi trường một khi hơi nhiên liệu trộn lẫn với khí ở tỉ lệ tối ưu. Hỗn hợp khí và nhiên liệu chuẩn về mặt hóa học để đốt cháy hết xăng là 15 phần khí và một phần xăng. Nếu chuyển sang thể tích, tỉ lệ sẽ là 8000/1.

### Sự lắng đọng thành màng mỏng
Bài viết chính: Sự bay hơi (lắng đọng)
Những màng vật liệu mỏng có thể được tạo thành bằng cách làm bay hơi một chất và ngưng tụ nó lên một lớp .